# Wutach (fiume)
La Wutach è un fiume di circa 90 km, affluente alla destra orografica del Reno nella parte sud-orientale della Foresta Nera e nel Klettgau. In qualche tratto funge da confine con la Svizzera.

## Affluenti
- Destra orografica:
  - Schlücht
  - Steina
- Sinistra orografica:
  - Kotbach
  - Schwarzbach

## Comuni attraversati
- Waldshut-Tiengen
- Titisee-Neustadt
- Lenzkirch
- Bonndorf
- Löffingen
- Blumberg
- Stühlingen